# Plasmaspiegel (Physik)
Der Plasmaspiegel ist ein Aufbau zur Verbesserung des Pulskontrasts moderner Hochintensitätslaser. Mithilfe eines derartigen Aufbaus können die verstärkte spontane Emission sowie unerwünschte Vorpulse in ihrer Intensität reduziert werden. 

Prinzip eines Plasmaspiegels

Fokussiert man einen Laserpuls auf Intensitäten von 1016 W/cm2 auf eine entspiegelte Glasoberfläche, so reichen die Vorpulse und die verstärkte spontane Emission (englisch amplified spontaneous emission, ASE) vor dem Hauptpuls nicht aus, um ein überkritisches Plasma zu zünden. Aufgrund des niedrigen Reflexionsgrads der dielektrischen Oberfläche (dieser liegt typischerweise im Bereich von 0,2 %) werden sie nahezu vollständig transmittiert. Die Intensität von 1016 W/cm2 des Hauptpulses dagegen liegt mehrere Größenordnungen über der Ionisationsschwelle von Glas, sodass die ansteigende Flanke des Pulses ein überkritisches Plasma erzeugt und der Reflexionsgrad sprunghaft auf bis zu 80 % ansteigt. Das überkritische Plasma reflektiert den Hauptpuls wie ein metallischer Spiegel und separiert die ASE und Vorpulse vom Hauptpuls. Die daraus resultierende Kontrastverbesserung ist umso höher, je stärker das Plasma reflektiert und je besser die Entspiegelung der ursprünglichen Oberfläche ist. Plasmaspiegel mit antireflektierenden Substraten werden zurzeit in den meisten Laser-Einrichtungen mit Leistungen im 100 TW-Bereich verwendet um die ASE, welche stark in regenerativen Verstärkern erzeugt wird, zu reduzieren. Für viele Experimente der Laser-Plasmaphysik wie beispielsweise die Erzeugung Hoher Harmonischen Strahlung an Festkörpern ist die Nutzung eines Plasmaspiegels oder einer anderen Kontrastverbesserungsmethode unerlässlich.